# Bradley Wilson
Bradley Wilson (Butte, 5 de junio de 1992) es un deportista estadounidense que compite en esquí acrobático, especialista en la prueba de baches en paralelo. Su hermano Bryon también compite en esquí acrobático.
Ganó dos medallas de plata en el Campeonato Mundial de Esquí Acrobático, en los años 2017 y 2019.

## Medallero internacional
| Campeonato Mundial | Campeonato Mundial         | Campeonato Mundial | Campeonato Mundial |
| Año                | Lugar                      | Medalla            | Competición        |
| ------------------ | -------------------------- | ------------------ | ------------------ |
| 2017               | Sierra Nevada (España)     | Medalla de plata   | Baches en paralelo |
| 2019               | Park City (Estados Unidos) | Medalla de plata   | Baches en paralelo |